# Cryptomeigenia longipes
Cryptomeigenia longipes là một loài ruồi trong họ Tachinidae.